# Friedrich Klockmann

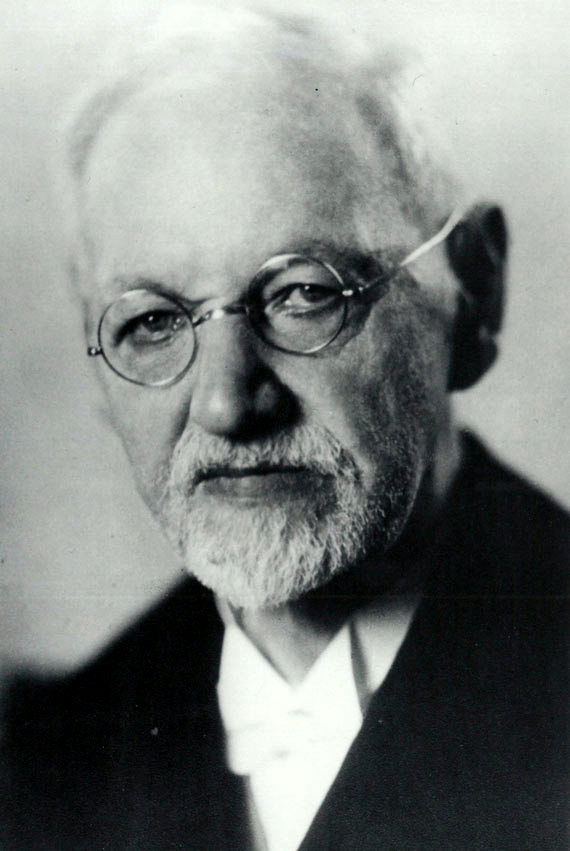
Friedrich Klockmann

Friedrich Ferdinand Hermann Klockmann (* 12. April 1858 in Schwerin; † 17. November 1937 in Aachen) war ein deutscher Mineraloge. Im Ersten Weltkrieg war er zwei Jahre Rektor der RWTH Aachen.

## Leben
Friedrich Klockmann wurde als Zwilling und Sohn des Schweriner Bäckermeisters Franz Friedrich Carl Klockmann und dessen Frau Catharine Sophie Elisabeth, geb. Dreyer, geboren. Er besuchte das Großherzogliche Realgymnasium Schwerin und beteiligte sich schon als Gymnasiast an der mecklenburgischen Sagensammlung (1879/1880) von Karl Bartsch. Nach dem Abitur studierte er 1877 an der Bergakademie Clausthal Bergbau. Er schloss sich dem Corps Hercynia Clausthal an. 1878 wechselte er an die Bergakademie Berlin. Nach einigen Vorlesungen in Naturwissenschaft und Philosophie brach Klockmann sein Studium ab. Stattdessen studierte er ab November 1880 Mineralogie und Geologie an der Universität Rostock. 1881 wurde er mit seiner Dissertation Beitrag zur Kenntnis der Granitischen Gesteine des Riesengebirges zum Dr. phil. promoviert. Nachdem er zunächst als Hilfsgeologe an der Preußischen Geologischen Landesanstalt von Berlin tätig gewesen war, wurde er 1886 zum Königlichen Bezirksgeologen ernannt.
Ab 1887 zurück an der Bergakademie Clausthal als Dozent für Mineralogie und Geognosie, schrieb Klockmann 1891 sein berühmtes Lehrbuch der Mineralogie, das bis heute, mittlerweile in 16. Auflage und mehrfach überarbeitet und aktualisiert, als Standardwerk in der Mineralogie gilt. Ab der 11. Auflage (1936) wurde das Lehrbuch der Mineralogie allerdings von Paul Ramdohr bearbeitet. Im Jahr 1891 wurde Klockmann in die Deutsche Akademie der Naturforscher Leopoldina gewählt. 1892 wurde er zum etatmäßigen Professor ernannt, was den Lehrstuhl für Mineralogie in Clausthal begründete.
1899 erhielt Friedrich Klockmann einen Lehrstuhl für Mineralogie und Petrografie an der Technischen Hochschule Aachen, den er bis zu seiner Emeritierung 1923 innehatte. Seine Nachfolge trat Paul Ramdohr an. Nach August Hertwig wurde er für die akademischen Jahre 1917/18 und 1918/19 zum Rektor der Hochschule gewählt.
Klockmann fand seine letzte Ruhe in Schwerin.

## Werke
- Klockmanns Lehrbuch der Mineralogie, 1. Auflage (1891); letzte Auflage, überarbeitet und erweitert von Paul Ramdohr und Hugo Strunz, Nachdruck der 16. Auflage, Enke-Verlag, Stuttgart 1980, ISBN 3-432-82986-8.

## Ehrungen
- Geheimer Regierungsrat (1909)
- Dr. Ing. e. h. der Bergakademie Clausthal (1923)[2]
- Das dem Covellin ähnliche Mineral (CuSe) wird von Ramdohr ihm zu Ehren Klockmannit genannt (1928).[2]
- Gründung der Klockmann-Stiftung (1928)[8]